# 埃爾巴 (伊利諾伊州)
埃爾巴（英語：Elba）是位於美國伊利諾伊州加拉廷縣的一個非建制地區。該地的面積和人口皆未知。

## 地理
埃爾巴的座標為37°49′35″N 88°19′35″W / 37.82639°N 88.32639°W，而該地的平均海拔高度為111米（即364英尺）。